# Kainit
Kainit ist ein selten vorkommendes Mineral aus der Mineralklasse der „Sulfate“ (und Verwandte, siehe Klassifikation). Er kristallisiert im monoklinen Kristallsystem mit der chemischen Zusammensetzung KMg[Cl|SO4]·3H2O, ist also chemisch gesehen ein wasserhaltiges Kalium-Magnesium-Sulfat mit einem zusätzlichen Chlorid-Ion.
Kainit entwickelt überwiegend körnige bis massige Aggregate, in seltenen Fällen auch dicktafelige bis isometrische Kristalle, die entweder farblos oder durch Fremdbeimengungen gelblichweiß, grau bis graublau, grün, blau oder violett gefärbt sein können, wobei die Transparenz entsprechend abnimmt.

## Etymologie und Geschichte
Über ein im „Anhaltinischen Steinsalzbergwerk“ in Stassfurt aufgefundenes Mineral, welches „eine sonst seltene Verbindung eines schwefelsauren Salzes mit einem Chlormetalle darstellt“, berichtete erstmals Berghauptmann August Huyssen in der in Köln erscheinenden Zeitschrift „Berggeist“ vom 21. Februar 1865.
Kainit wurde aber wohl schon 1864 im „Herzoglich Anhaltischen Salzwerk Leopoldshall“ (bei Staßfurt) vom Berggeschworenen W. Schöne entdeckt. Beschrieben wurde das Mineral von Carl Friedrich Jacob Zincken in der in Leipzig erscheinenden „Berg- und Hüttenmännischen Zeitung“ vom 27. Februar 1865. Er benannte das Mineral nach dem griechischen Wort καινος [kainos] „neu, (bisher) unbekannt“, da mit Kainit die erste Verbindung gefunden wurde, die Sulfat und Chlorid als Anion enthält.
Ferner berichte Zincken über den Fund des Minerals in einer brieflichen Mitteilung vom 18. März 1865 an Professor Hanns Bruno Geinitz, einem der beiden Herausgeber des „Neuen Jahrbuchs für Mineralogie, Geologie und Palaeontologie“:

„In dem durch sein ausgezeichnetes Vorkommen von Leopoldit (massiges reines Chlorkalium) bekannten Leopold-Schachte von Leopoldshall bei Stassfurt hat der Berggeschworene Schöne unlängst ein neues Salz entdeckt; dasselbe besteht aus: Kali, Natron, Magnesia, Kalkerde, Chlor, Schwefelsäure und Wasser. Die Verbindung von Chlormetallen mit schwefelsauren Salzen ist eine sehr eigenthümliche, weshalb ich für dieselbe, und zwar mit Genehmigung des Entdeckers, den Namen Kainit (von καινος, neu) vorzuschlagen mir erlaube. Der Kainit findet sich bis jetzt nur derb und zeigt nur an einzelnen Stellen kleine krystallinische Partieen, welche einen Schluss auf die Krystallisation nicht gestatten.“

Es folgt eine für die damalige Zeit sehr genaue Beschreibung des eigentlichen Fundortes:

„Vorgekommen ist der Kainit vor dem Abbauorte 37 der südlichen Hauptvorrichtungsstrecke der Kaliregion, hart an deren hangender Grenze und zwar sowohl in einzelnen kleinen Partien in dem stellenweise mehrere Lachter mächtigen Steinsalze, welches im südlichen Grubenfelde merkwürdiger Weise über den, das Hauptsteinsalz-Lager bedeckenden Kalischichten und unter dem hangenden Salzthone sich findet, als auch in einer 4 Zoll starken Lage unmittelbar über der Carnallit-Schicht.“

Während Kainit anfangs nur in derben Massen bekannt war, beobachtete Adolph Frank im Jahre 1868 im „Preußischen Steinsalzwerk von der Heydt zu Stassfurt“ neben gut ausgebildeten Sylvin- und Halitkristallen erstmals auch deutliche, etwa 5 mm große Kristalle.

## Klassifikation
Bereits in der mittlerweile veralteten, aber noch gebräuchlichen 8. Auflage der Mineralsystematik nach Strunz gehörte der Kainit zur Mineralklasse der „Sulfate (einschließlich Selenate, Tellurate, Chromate, Molybdate und Wolframate)“ und dort zur Abteilung der „Wasserfreie Sulfate, mit fremden Anionen“, wo er zusammen mit Natrochalcit, Uklonskovit und Vonbezingit die Kainit-Natrochalcit-Gruppe mit der System-Nr. VI/D.18 bildete.
Die seit 2001 gültige und von der International Mineralogical Association (IMA) verwendete 9. Auflage der Strunz’schen Mineralsystematik ordnet den Kainit ebenfalls in die Abteilung der „Sulfate (Selenate usw.) mit zusätzlichen Anionen, mit H2O“ ein. Diese ist allerdings weiter unterteilt nach der relativen Größe der beteiligten Kationen, so dass das Mineral entsprechend seiner Zusammensetzung in der Unterabteilung „Mit großen und mittelgroßen Kationen“ zu finden ist, wo es als einziges Mitglied die unbenannte Gruppe mit der System-Nr. 7.DF.10 bildet.
Auch die vorwiegend im englischen Sprachraum gebräuchliche Systematik der Minerale nach Dana ordnet den Kainit in die Klasse der „Sulfate, Chromate und Molybdate“ und dort in die Abteilung der „Wasserhaltigen Sulfate mit Hydroxyl oder Halogen“ ein. Hier ist er das einzige Mitglied der unbenannten Gruppe 31.07.01 innerhalb der Unterabteilung der „Wasserhaltigen Sulfate mit Hydroxyl oder Halogen mit (A+B2+)2(XO4)Zq × x(H2O)“.

## Chemismus
Die Idealformel KMg(SO4)Cl·3H2O erfordert Gehalte von 18,91 % K2O; 16,19 % MgO; 14,24 % Cl; 32,16 % SO3 sowie 21,71 % H2O.
Oft ist etwas Kalium durch Natrium ersetzt. Robert Kühn und Karl-Heinrich Ritter postulieren, dass früher offensichtlich die Bergfeuchte (winzige Laugeneinschlüsse) zum Kristallwassergehalt gezählt wurde. Bei ihren zahlreichen Kainitanalysen stellten sie fest, dass im Kainit nur 2,75 Mol Kristallwasser enthalten sind und der theoretische H2O-Gehalt nur 20,27 Gew.-% H2O beträgt. Die resultierende Formel KMg[Cl|SO4]·2,75H2O wird auch von Strunz & Nickel verwendet. Bereits 1908 wurden im Kainit geringe Gehalte an Brom und Iod nachgewiesen. Die isomorphen Gehalte von Brom, der für Chlor in das Kristallgitter eintritt, betragen 0,036–0,131 Gew.-% und nach neueren Untersuchungen an Kainit aus ukrainischen Kalisalzlagerstätten 0,08–0,23 Gew.-%. In violettem Kainit aus dem Bergwerk „Hansa Silberberg I“ (Benther Salzstock) in Empelde bei Hannover, Niedersachsen, fanden Johannes Leonhardt und Robert Kühn deutliche Gehalte an Schwefelwasserstoff, H2S, die auf feinstverteilte Gehalte an einem Alkalisulfid, z. B. Na2S, zurückzuführen sind.
Chemisch kann Kainit als kristallwasserhaltiges Chlor-Analogon des chlorfreien sulfatdominierten Langbeinits angesehen werden.

## Kristallstruktur

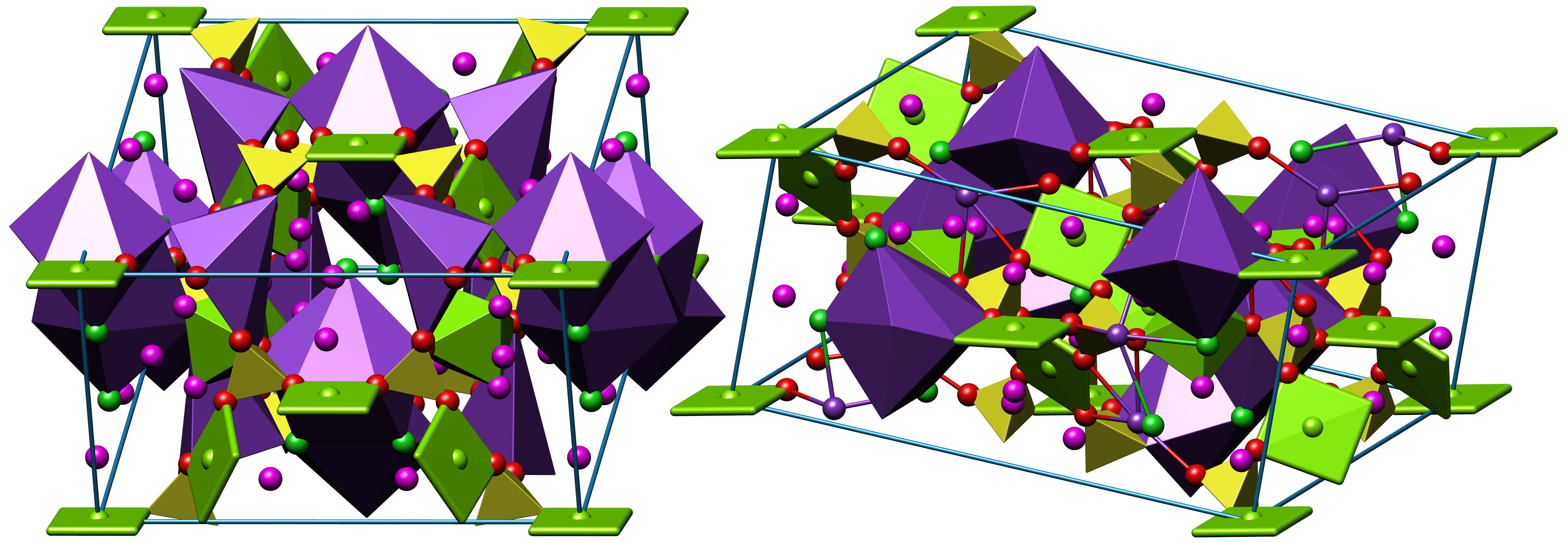
Kristallstruktur von Kainit

Kainit kristallisiert im monoklinen Kristallsystem in der Raumgruppe C2/m (Raumgruppen-Nr. 12) mit den Gitterparametern a = 19,72 Å; b = 16,23 Å; c = 9,53 Å und β = 94,92°; sowie 16 Formeleinheiten pro Elementarzelle.
In der Kristallstruktur des Kainits sind drei MgO4(H2O)2-Oktaeder und vier SO4-Tetraeder über gemeinsame Ecken so miteinander verbunden, dass sie Schichten parallel (100) bilden, welche aus Achterringen bestehen. Diese Schichten werden lose über die Ecken weiterer MgO2(H2O)4-Oktaeder zu einem Gerüst verknüpft. Hohlräume im Gerüst enthalten vier K+, vier Cl− und zwei Wassermoleküle. Die K+-Ionen sind teils von acht (vier O2− und vier Cl−), teils von neun nächsten Nachbarn umgeben.

## Eigenschaften

### Morphologie
Kainit tritt in bis 10 cm großen Kristallen auf, die fast immer mehr oder weniger dicktafelig nach {001} ausgebildet sind. Daneben existieren auch nach {100} dicktafelige Kristalle.
Seltener sind auch kurzprismatische, dipyramidale oder nahezu isometrische Kristalle gefunden worden.
Trachtbestimmend an natürlichen Kristallen sind die Prismen {111}, {111} und das Basispinakoid {001}, infolgedessen sind die Kainitkristalle entweder dicktafelig nach {001} oder dipyramidal nach {111} ausgebildet. Neben diesen Unterschieden im Habitus sind beim Kainit auch Unterschiede in der Tracht zu verzeichnen (vgl. die nebenstehenden Kristallzeichnungen). Kainitkristalle können sehr flächenreich sein. Neben den oben genannten Flächenformen wurden am Kainit noch die Prismen {110}, {210}, {310}, {021}, {131}, {131}, {421}, {421} und {461} sowie die Pinakoide {100}, {010}, {101}, {201} und {401} festgestellt.

Tracht und Habitus von Kainit-Kristallen (gleiche Farben bedeuten gleiche Flächenformen)
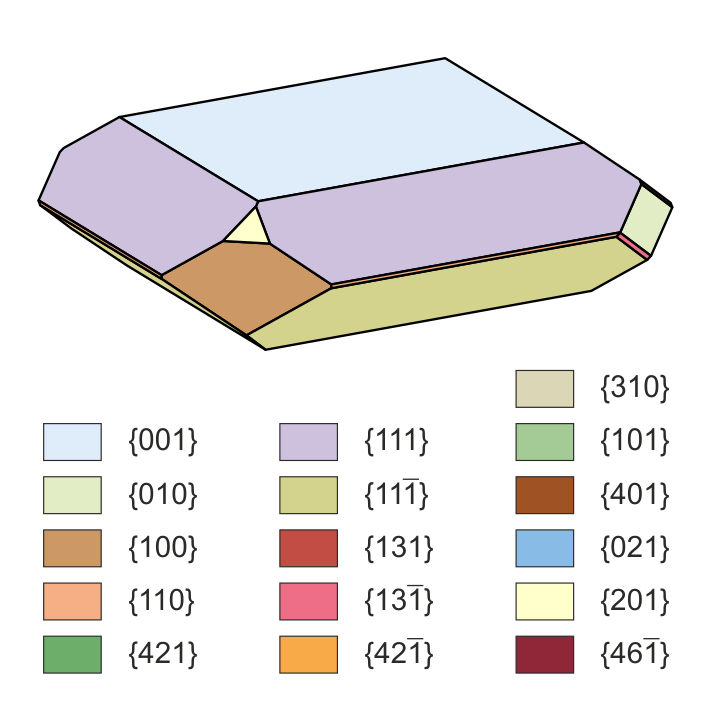
1. Dickprismatischer Kristall. Schacht „von der Heydt“, 7. Sohle, Staßfurt.
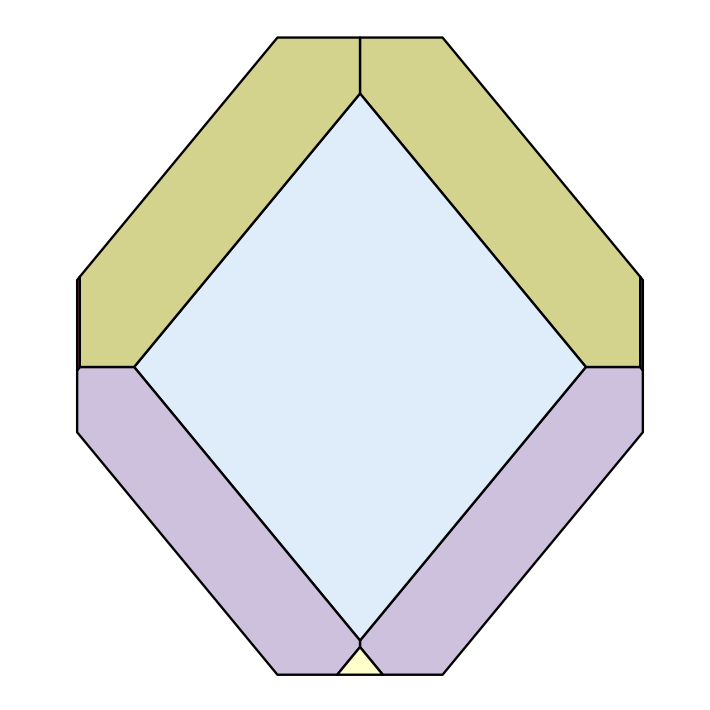
2. Kopfbild des dickprismatischen Kristalls 1.
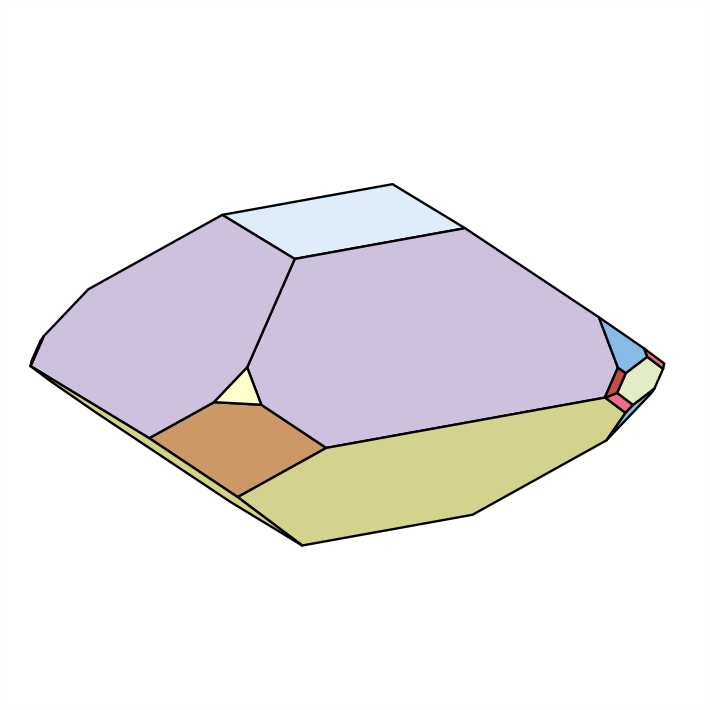
3. Dipyramidaler Kristall. Schacht „von der Heydt“, 7. Sohle, Staßfurt.
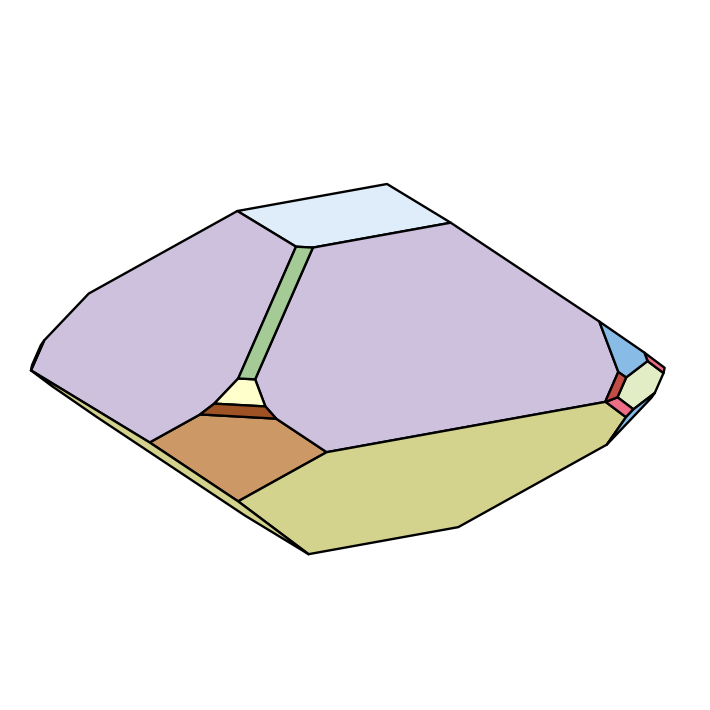
4. Dipyramidaler, flächen-reicher Kristall. Schacht Neustaßfurt I (Agathe).
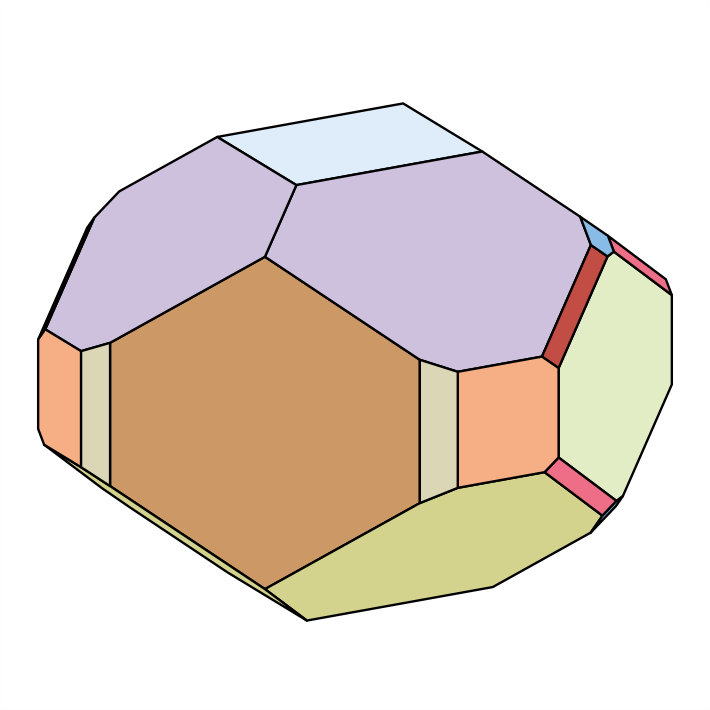
5. Isometrischer Kristall. Schacht Neustaßfurt I (Agathe).
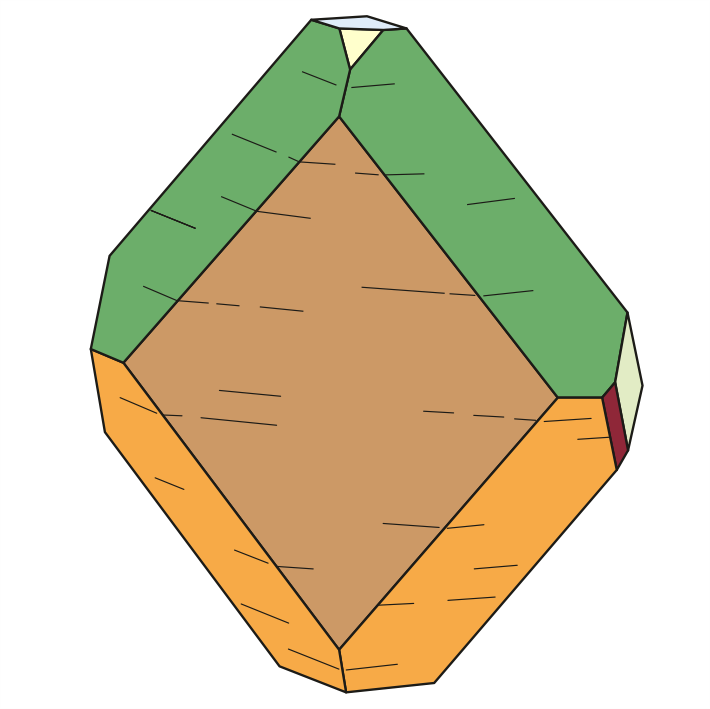
6. Nach {100} tafeliger Kristall mit angedeuteter Spaltbarkeit.

An der Typlokalität Leopoldshall bildet Kainit zumeist auf Halit oder derbem Kainit aufgewachsene, z. T. auch „schwimmende“ Kristalle, an denen beide Kristallenden vorhanden sind. Die Tracht der nicht sehr häufigen Kristalle von der Typlokalität besteht neben den oben erwähnten tragenden Formen aus den Pinakoiden {010} und {100} sowie den nur kleine Flächen aufweisenden Prismen {110} und {310}. Die meisten anderen der oben erwähnten Formen sind entweder nur an einzelnen Kristallen mit größeren Flächen ausgebildet oder zeigen sich nur in schmalen Streifen.
Das Prisma {310} kann durch oszillierendes Auftreten mit {320} eine Streifung aufweisen.
Weitaus häufiger wird das Mineral hingegen in krustigen oder (zucker)körnig-massiven Aggregaten mit typischem Pflastergefüge sowie faserigen Aggregaten („Faserkainit“) angetroffen. Aus dem Government hole No. 13 im Eddy Co., New Mexico/USA, wurden Pseudomorphosen von Kainit nach tetraedrischen Langbeinitkristallen beschrieben.
Nach Gustav Tschermak enthält Kainit häufig winzige Einschlüsse von Kieserit und nach Eduard Reichardt Einschlüsse von Gips-, Anhydrit- und Quarzkristallen. Ferner wurden zonar eingeschlossene Pyrrhotinkristalle beobachtet.

### Physikalische und chemische Eigenschaften
Kainitkristalle sind in reiner Form wasserklar, sie können aber durch Einschlüsse und Fremdbeimengungen (Ton, Bitumen, Hämatit) gelblichweiße, rötliche, dunkelfleischrot, graue bis graublaue, grüne, blaue und violette Farbtöne annehmen. Der Kainit der Typlokalität wurde als hellgraugrün beschrieben. Graue und unreine Varietäten ergaben nach Eduard Reichardt „beim Lösen eine dunkle, unklare Flüssigkeit, oft von bituminösem Geruch, dagegen lösen sich die reineren Stücke völlig klar und leicht in kaltem und heissem Wasser“. Die Strichfarbe des Kainits ist dagegen immer weiß.
Die Oberflächen der durchscheinenden bis durchsichtigen Kristalle zeigen entsprechend den Werten für die Lichtbrechung einen glasartigen Glanz. Kainit weist eine mittelhohe Lichtbrechung (nα = 1,494, nβ = 1,505, nγ = 1,516) und eine mittelhohe Doppelbrechung (δ = 0,022) auf. Im durchfallenden Licht ist Kainit farblos und ist durch sein deutlich negatives Relief und seine leuchtenden Polarisationsfarben (Gelb I. Ordnung bis Blau II. Ordnung) erkennbar. Blaue Kristalle können einen deutlichen Pleochroismus von X = violett über Y = blau nach Z = gelblich zeigen.
Kainit besitzt drei verschiedene Spaltbarkeiten: eine sehr vollkommene nach {001}(vgl. dazu die Kristallzeichnung Nr. 6), eine deutliche nach {111} und eine undeutliche nach {111}. Er bricht aufgrund seiner Sprödigkeit aber ähnlich wie Willemit oder Vesuvian, wobei die Bruchflächen splittrig ausgebildet sind. Das Mineral weist – je nach Autor – eine Mohshärte von 2,5 bis 3 auf und gehört damit zu den mittelharten Mineralen, die sich ähnlich gut wie das Referenzmineral Calcit mit einer Kupfermünze ritzen lassen. Die gemessene Dichte für Kainit beträgt 2,132 g/cm³, die berechnete Dichte 2,24 g/cm³.
Kainit ist salzig-bitter. Er ist nicht hygroskopisch, aber in Wasser leicht und rückstandsfrei (klare Lösung) löslich. Bei erneuter Kristallisation aus der Lösung wird Schönit ausgeschieden.
Im Kölbchen wird er unter starker Wasserabgabe sofort weiß und sintert etwas zusammen. Vor dem Bunsenbrenner schmilzt er unter Blasenwerfen und Lilafärbung der Flamme zu einer weißen Masse zusammen.
Ähnliche Minerale sind Halit und Sylvin, die eine andere Spaltbarkeit aufweisen, Kieserit, der nicht spröde ist, und Carnallit, der im Gegensatz zum Kainit deutlich weicher und viel stärker hygroskopisch ist.

## Bildung und Fundorte

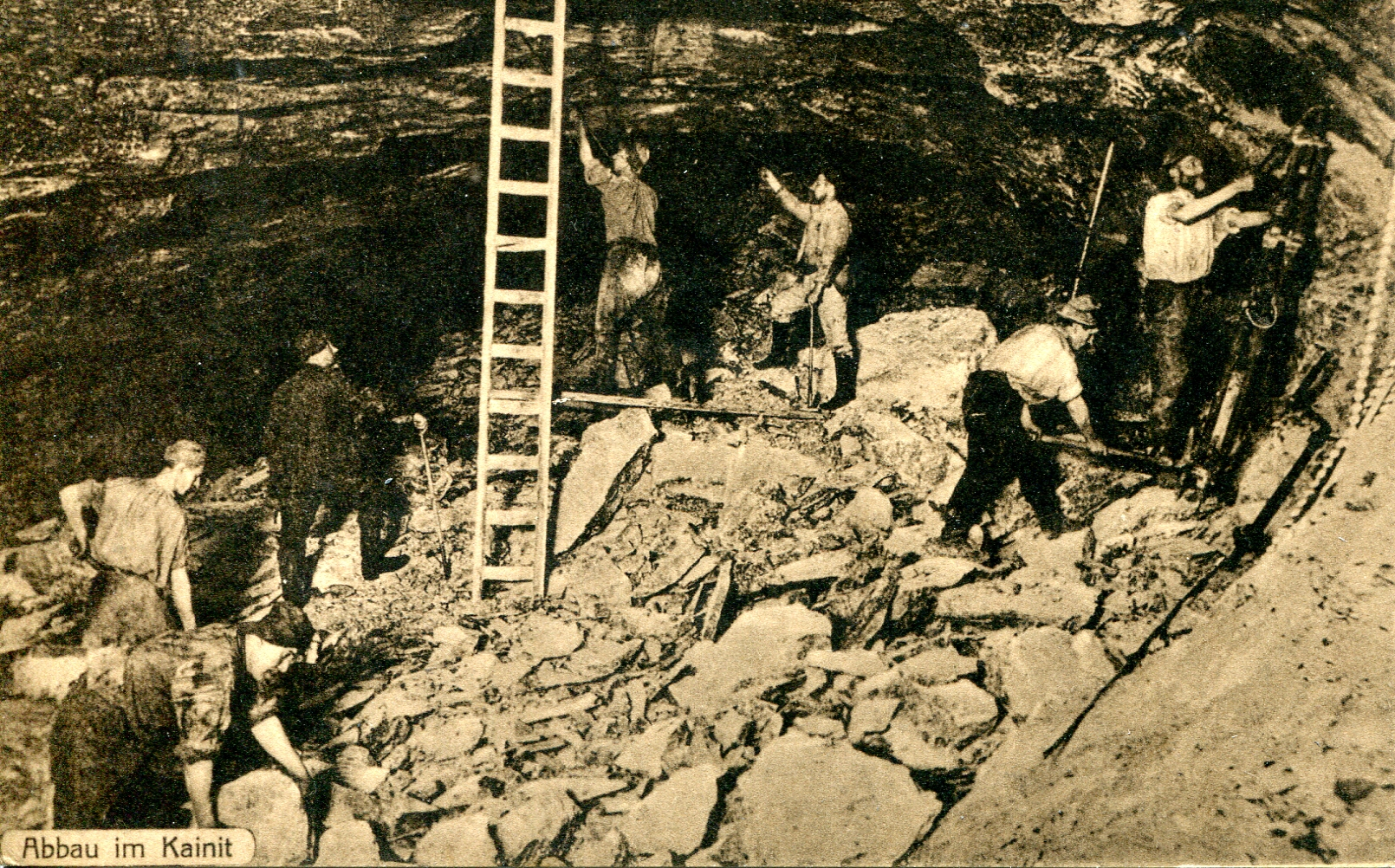
Abbau im Kainit in Staßfurt

Kainit ist ein primär gebildetes Kaliummineral magnesiumsulfathaltiger Salzlagerstätten, wo es von Halit und verschiedenen Magnesiumsulfaten wie Epsomit, Hexahydrit oder Kieserit begleitet wird. Wahrscheinlich ist er hier jedoch erst frühdiagenetisch aus den metastabilen Primärausscheidungen Epsomit + Sylvin hervorgegangen. Bei normaler Ausscheidungsfolge liegt über der Kainitregion die Carnallitregion. Da Kainit in Carnallit-gesättigten Lösungen jedoch nicht stabil ist, reagiert er unter Bildung von Kieserit + Carnallit, wodurch die Kainitregion bereits während der Primärabscheidung in eine Carnallitregion umgewandelt wird.
Andererseits ist der in Salzlagerstätten lagerstättenbildend auftretende Kainit meist sekundär durch Einwirkung verdünnter Lösungen auf kieseritische Halit-Carnallite, auf Kieserit-Sylvin-Halite oder auf Langbeinit-Gesteine unterhalb 83 °C, meist sogar unterhalb 72 °C, entstanden. Diese Bildungen können durch deszendente Lösungen (zechsteinzeitliche Ablaugung des Kaliflözes „Staßfurt“), im Hutbereich von Salzstöcken (Bildung des „Kainithuts“ über kieseritischem Carnallitgestein im Staßfurter Sattel) oder am „Salzhang“ hervorgerufen. Im Werra-Kalirevier tritt – im tektonischen Zusammenhang mit Basaltgängen – häufig eine Kainitisierung der Kaliflöze durch Einwirkung genügend abgekühlter postvulkanischer Lösungen auf.
Dieser „sekundäre“ Kainit wird neben Carnallit, Sylvin und Kieserit auch von Leonit, Blödit (Astrakanit), Glaserit und Polyhalit begleitet. Hut-Kainit tritt neben Halit, seltener auch neben Leonit, Blödit und Magnesiumsulfaten, auf. Im Kainithut kommt Schönit in Form von Nestern im Kainit vor. Er entsteht auf Kosten von Kainit, ist aber neben diesem nicht stabil.
Kainit kann sich auch unterhalb von 50 °C als Reaktionssaum mit säulig-faseriger Struktur zwischen Langbeinit und Sylvin bilden. Selten, so z. B. am Vulkan Tolbatschik, entsteht Kainit auch durch Resublimation aus vulkanischen Dämpfen.
Als seltene Mineralbildung konnte Kainit bisher nur an wenigen Fundorten nachgewiesen werden. Bisher (Stand: 2018) sind etwa 50 Fundpunkte bekannt. Als Typlokalität gilt das zur ehemaligen Kalisalzlagerstätte Stassfurt (vgl. Salzgewinnung am Staßfurter Sattel) gehörende Leopoldshall bei Stassfurt, Sachsen-Anhalt, Deutschland. Zum gleichen Lagerstättenbezirk gehören die Fundorte in den ehemaligen Bergwerken „Neustaßfurt I“ (Agathe) bei Stassfurt „Douglashall“, Westeregeln bei Egeln, „Schacht Brefeld“ unweit Tarthun bei Egeln sowie die bei Aschersleben gelegenen Kaliwerke „Schmidtmannshall“ und „Kleinschierstedt“ unweit Klein Schierstedt. In Sachsen-Anhalt ferner aus dem Kaliwerk „Wilhelmshall-Anderbeck“ bei Halberstadt und aus dem Kaliwerk „Heinrich Rau“ in Roßleben/Unstrut. In Thüringen aus dem Kaliwerk Merkers, Merkers-Kieselbach, in der Nähe von Basaltgängen, die das Kalilager durchschlugen. In Niedersachsen aus dem Kaliwerk Niedersachsen-Riedel, Hänigsen bei Celle, aus dem Kaliwerk „Niedersachsen“, Wathlingen bei Celle, aus der Grube „Hansa“, Lehrte bei Hannover, aus dem Bergwerk „Hansa Silberberg I“ (Benther Salzstock) bei Hannover, aus dem Kaliwerk Siegfried-Giesen, Giesen bei Hildesheim, aus dem 3 km nördlich von Vienenburg liegenden Kaliwerk Vienenburg sowie aus dem Kalibergwerk Asse bei Wolfenbüttel – hier in Form von bis zu 8,5 cm großen Kristallen. In Hessen aus dem Kaliwerk Neuhof-Ellers, Neuhof (bei Fulda), aus dem Kaliwerk Wintershall, Heringen sowie aus dem Kaliwerk Hattorf, Philippsthal, beide im Werratal. Die Lagerstätten in Osthessen und Westthüringen gehören zum Werra-Kalirevier.
In Österreich wurde Kainit im Bad Ischler Salzberg im Salzkammergut, Perneck bei Bad Ischl, Bezirk Gmunden, Oberösterreich, gefunden. Fundorte in der Schweiz sind nicht bekannt.
Die heute in der West-Ukraine liegende Salzlagerstätte „Kalusch“, Oblast Iwano-Frankiwsk, war früher unter dem Namen „Kalusz in Galizien“ bekannt und stellte bis in die 1930er Jahre neben den deutschen Kalilagerstätten den einzigen wichtigen Fundort für Kainit dar. Kainit bildete hier eine geschlossene elliptische Einlagerung im Haselgebirge.
In Kłodawa, Powiat Kolski, Woiwodschaft Großpolen (Wielkopolskie), und in Inowrocław (Hohensalza), Woiwodschaft Kujawien-Pommern, beide Polen. In Russland neben den Vorkommen in der Oblast Saratow, Föderationskreis Wolga auch aus der Fumarole „Glavnaya Tenoritovaya“ am Zweiten Aschenkegel am nördlicher Durchbruch der Großen Spalteneruption (Great Fissure), Vulkan Tolbatschik (Koordinaten des Vulkans Tolbatschik), Region Kamtschatka, Föderationskreis Ferner Osten. Eine ähnliche Bildung stellt das Vorkommen „Grillid“ (Cave S-4), Insel Surtsey, Vestmannaeyjar (Westmännerinseln), Island, dar.
In den Vereinigten Staaten aus dem „Carlsbad Potash District“ (z. B. aus der „Kerr McGee Mine“) in den Counties Eddy und Lea, New Mexico, sowie aus der Gegend von Wendover im Tooele County, Utah. Ferner aus verschiedenen Salzlagerstätten auf der italienischen Insel Sizilien, aus Salzlagerstätten in Kanada, China, Iran, Kasachstan und Pakistan sowie aus mehreren Erkundungsbohrungen bei Whitby, North Yorkshire, England, Vereinigtes Königreich.
Das Mineral wurde auch auf dem Mars entdeckt. Kainit wurde hier in den Columbia Hills innerhalb des Kraters Gusev im Aeolis Quadrangle spektralanalytisch identifiziert. Er gehört damit zu den rund 50 Mineralen, die man von diesem Planeten kennt.

## Verwendung
Kainit ist ein Kalisalz und als solches wichtiger Rohstoff für die Erzeugung verschiedener Düngemittel und für die chemische Industrie. Kainit ist in den Entwicklungsjahren der deutschen Kaliindustrie im letzten Drittel des 19. Jahrhunderts als Hutgestein abgebaut worden, da er ohne weitere Verarbeitung verkauft werden konnte. Durch diesen unsachgemäßen Raubbau wurden häufig Wässer aus dem hangenden Gipshut gelöst, die zum Ersaufen dieser Schachtanlagen und zum damit verbundenen Verlust von Vorräten führten.